# Sonja Bakker
Sonja Bakker (Avenhorn, 1974) is een Nederlands gewichtsconsulent en schrijfster. Haar publicaties over afslanken trokken in de jaren 2000 een groot publiek. Het volgen van haar adviezen werd vaak 'sonjabakkeren' genoemd. In latere jaren werd ze achtervolgd door beschuldigingen van plagiaat; ze gaf dat later ook toe.   

## Levensloop

### Beginjaren
Bakker groeide op in een ondernemersfamilie, haar vader heeft een bloembollenbedrijf in Avenhorn. Ze haalde in 1990 het diploma van de huishoudschool en rondde in 1993 de meao-opleiding (economisch en administratieve richting) af. Na de meao werkte Bakker als P&O-medewerker bij Christine le Duc te Volendam. Ze had zelf al diverse diëten geprobeerd voordat ze in 1995 met de schriftelijke LOI-cursus gewichtsconsulent begon, waarvan ze in 1997 het diploma behaalde. Daarna volgde ze een cursus orthomoleculaire voeding, op basis waarvan ze haar eigen dieetmethode om af te vallen ontwikkelde. In 1997 begon ze haar eigen gewichtsconsulentenpraktijk.

### Carrière
Van haar eerste boek Bereik je ideale gewicht! werden in 2005 en 2006 ca. 400.000 exemplaren verkocht. In het boek staan strikte weekmenu's, die de sleutel tot gewichtsvermindering moeten zijn. Het boek stond van de tweede week van 2006 tot maart 2007 onafgebroken in de top-10 van de meest verkochte boeken in Nederland. Een later boek, Bereik én behoud je ideale gewicht, was in de vijftien weken tot half maart 2007 regelmatig het meest verkochte boek.
Na het succes van haar eerste boek zette Bakker een online-afslankprogramma op. Deze methode voor afvallen werd door de Nederlandse zorgverzekeraar Univé opgenomen in het aanvullende verzekeringspakket.
Nadat ze in diverse televisieprogramma's te gast was geweest, maakte Bakker in oktober 2006 deel uit het vijfde seizoen van het televisieprogramma Je Echte Leeftijd. De commerciële zender SBS6 huurde Bakker in als potentieel kijkcijferkanon, met de bedoeling het programma een nieuwe impuls te geven. In Je Echte Leeftijd begeleidde ze kandidaten op weg naar een gezond gewicht.
Bakker schreef columns voor het Noordhollands Dagblad, het Haarlems Dagblad, de IJmuider Courant, het Leidsch Dagblad en De Gooi- en Eemlander. Ze verzorgde eenmalig het hoofdredacteurschap van het blad Flair. Vanaf januari 2007 verscheen een maandelijkse column van haar hand in het tijdschrift Santé. Haar eerste boek Bereik je ideale gewicht! werd in 2007 onder de titel Erreichen Sie Ihr Traumgewicht! uitgebracht op de Duitse markt. Hiervoor deed Bakker uitvoerig onderzoek in Duitse supermarkten, waar zij keek wat er zoal aan producten werd verkocht die niet zouden misstaan in haar methode.
Verder verzorgde Bakker lezingen voor artsen, ziekenhuispersoneel en het bedrijfsleven. Tijdens deze lezingen benadrukt ze het belang van gezonde voeding. Ook besteedde ze aandacht aan het probleem van ontbrekende motivatie bij mensen die willen afvallen. Dit kon volgens haar worden aangepakt door afslankers vooral tussendoortjes te laten nemen, om te voorkomen dat de grotere verleiders, zoals vette snacks, niet kunnen worden weerstaan.

Sonja Bakker is eigenaresse van vier bedrijven t.w. Gewichtsconsulente Sonja Bakker B.V., Voedingsdeskundige Sonja Bakker B.V., Uitgeverij De Zonnestraal B.V. en S.C.Bakker Beheer B.V.. Haar totale vermogen, incl. onroerend goed, wordt geschat op ruim 20 miljoen euro.

#### Kritiek
Bakker is geen diëtiste en wordt door veel diëtisten bekritiseerd. Desondanks is haar methode erg populair en gebruiken veel lijners de term sonjabakkeren, voor het lijnen volgens haar methode. Op gewicht blijven is bij dit dieet een kwestie van zes dagen in de week dieet volgen en één dag een SAS-dag (Schijt-Aan-Sonja), zoals de aanhangers het noemen. Het Voedingscentrum leverde in 2006 kritiek op het dieet van Bakker. Het bevestigde dat het volgen van de methode van Bakker leidt tot gewichtsafname, maar volgens het Voedingscentrum biedt de methode echter onvoldoende handvatten om op termijn een gezond eetpatroon te ontwikkelen waardoor de afvaller ook daadwerkelijk slank kan blijven. De tips in haar boeken zijn vrij summier en beperken zich tot "drie hoofdmaaltijden per dag" en "voldoende bewegen". Het Voedingscentrum betwijfelde of die beperkte informatie voldoende is om het voedingspatroon structureel aan te passen en zo het risico op terugval te verminderen.
Het Voedingscentrum wees er verder op dat de boeken "weetjes" bevatten die niet overeenstemmen met wetenschappelijk onderzoek. Als voorbeelden werden genoemd dat koffie vocht aan het lichaam zou onttrekken, dat witte wijn cellulitis zou veroorzaken en dat fruit het lichaam zou reinigen. Tevens vond het Voedingscentrum dat brood en zuivel een te ondergeschikte rol spelen in de menu's van Bakker, wat niet in overeenstemming is met de Schijf van Vijf.
Ook de beroepsgroep van diëtisten staat kritisch tegenover de aanbevelingen van wat zij noemen "dieetgoeroes" zoals Sonja Bakker. Vanuit die hoek wordt gewaarschuwd voor de gezondheidsrisico's van allerlei modieuze diëten en ook voor al te rooskleurige voorstelling van zaken over de resultaten.
De Nijmeegse psycholoog Tatjana van Strien had kritiek op het dieet van Bakker. In haar boek over afvallen met en zonder resultaat noemde Van Strien het een "crashdieet", dat in blijvende problemen met de stofwisseling en het eetgedrag kan resulteren. Bakkers dieet veroorzaakt volgens Van Strien een zelfopgelegde hongersnood, omdat het lichaam overgaat op "noodrantsoen" en daardoor extra zuinig is met de aangeleverde energie.

#### Beschuldigingen van plagiaat
Op 19 september 2006 werd Bakker van plagiaat beschuldigd door haar collega Bea Pols, gewichtsconsulent in Heerhugowaard. In haar boek Bereik je ideale gewicht! zou Bakker minstens twintig zinnen exact hebben overgenomen uit het in 2003 door Pols geschreven boek Afslanken en persoonlijke groei. Pols volgde dezelfde LOI-cursus als Bakker. Bakker heeft deze beschuldigingen weersproken en zei te vermoeden dat Pols gebruik heeft gemaakt van bijlagen die Bakker in het verleden aan haar cliënten had verstrekt. Later beschuldigde Pols Bakker ook van het plagiëren van passages uit verschillende andere boeken. Over de vermeende plagiaten schreef Pols het boek Zonder strijd geen waarheid.
De rechtbank in Haarlem oordeelde in november 2016 dat Bakker geen plagiaat had gepleegd. De rechter vond dat haar boek en dat van Pols 'naar hun aard' op elkaar lijken, maar vond dat begrijpelijk omdat de twee in dezelfde tijd hun opleiding tot gewichtsconsulente en voedingscoach volgden en dus dezelfde kennis opdeden. De rechtbank oordeelde dat de totaalindruk van de boeken daarentegen totaal verschillend was.
In de zomer van 2021 werd Bakker opnieuw het mikpunt van kritiek toen RTL Boulevard na een tip van een kijker maar liefst twintig copyright-inbreuken ontdekte op haar Instagram-account. Bakkers pagina, met op dat moment bijna tachtigduizend volgers, werd daarop door Instagram verwijderd. Verschillende recepten bleken vertaald uit het Engels en de bijgevoegde foto’s waren ook identiek, buiten kleine ingrepen zoals inzoomen of een kwartslag draaien. Foodblogger Silvia Rivas zag een van haar recepten minstens driemaal gedeeld op Bakkers account, en nam een advocaat in de arm. Ook nam Bakker diverse recepten vrijwel één op één over uit Allerhande, een tijdschrift van Albert Heijn. In een openhartig interview met weekblad Privé in augustus schreef ze het plagiaat toe aan een lakse houding van zowel haarzelf als haar team. In september 2021 kondigde Bakker aan voor onbepaalde tijd te stoppen als schrijfster. In 2022 werd ze wéér beschuldigd van plagiaat, ditmaal door kookboekenschrijver Janneke Koeman, bekend van de Foodsisters. Toen deze Bakker daarmee confronteerde bood Bakker haar zwijggeld aan. De nieuwe affaire was voor Bakker reden om Nederland te verlaten; ze woont nu op Ibiza.

#### Wetenschappelijk onderzoek
Onderzoekers van Wageningen Universiteit publiceerden in 2008 de resultaten van een veertig weken durend wetenschappelijk onderzoek naar vier verschillende manieren om af te vallen. Een deel van de onderzoeksgroepen at volgens aanwijzingen uit de dieetboeken van Bakker. Een tweede groep volgde het programma van Ladyline. De derde groep kreeg maandelijks begeleiding van een diëtiste, en de vierde groep kreeg alleen een voorlichtingsbrochure van het Voedingscentrum. De controlegroep die de boeken van Bakker gebruikte scoorde samen met de groep die gebruik maakte van de voorlichtingsbrochure van het Voedingscentrum het laagst en verloor gemiddeld 4% lichaamsgewicht in 40 weken. De groep die maandelijks de diëtiste bezocht verloor gemiddeld 7%, en de groep die het intensieve programma van Ladyline volgde werd gemiddeld 12% lichter.

#### Afnemende populariteit
In mei 2009 leek de populariteit van Bakker als dieetgoeroe te stagneren. Verzekeraar Univé stopte wegens een gebrek aan belangstelling met zijn speciale Sonja Bakker-polissen. Het op 23 september 2008 gelanceerde tijdschrift Sonja nam snel af in populariteit. Van de eerste editie werden meer dan 200.000 exemplaren verkocht. Na een half jaar was dat aantal gedaald tot 100.000 per uitgave. De laatste Sonja kwam uit in november 2009. De verkoop van haar boeken daalde in 2008 met meer dan tachtig procent. Eind september 2009 kondigde zij aan te stoppen met de meeste van haar activiteiten, met ingang van 2010. Na 2010 verschenen nieuwe boeken van Bakker over afvallen.

#### Kinderboeken
In 2010 publiceerde Bakker twee kinderboeken bij haar eigen uitgeverij "De Zonnestraal".

### Privéleven
In 2009 scheidde Bakker van haar echtgenoot Koen Lenting, met wie ze twee zoons heeft. Deze is de uitgever van haar boeken. In juli 2013 trouwde ze met ondernemer Jan Reus, met wie ze in januari van hetzelfde jaar een zoon had gekregen. In november 2013 begon ze met hem een Bed & Breakfast in Hoorn, maar in maart 2014 werd deze gesloten. In 2017 werd een echtscheiding aangevraagd en in 2018 volgde de scheiding. Vervolgens kreeg ze een relatie met Barry van Suydam. Deze had een alcoholprobleem en mishandelde haar. Ze beëindigde de relatie in maart 2021, maar in juli 2021 legden zij hun ruzies weer bij. In juni 2022, nadat Bakker wederom van plagiaat was beschuldigd, verhuisden ze samen naar Ibiza.

## Werk
- 2005 - Bereik je ideale gewicht! ; [Deel 1]: Een effectief programma om verantwoord af te vallen
- 2006 - Bereik je ideale gewicht voor kinderen en tieners! Een effectief programma om verantwoord af te vallen.
- 2006 - Bereik en behoud je ideale gewicht!
- 2007 - Zomerslank met Sonja
- 2007 - Gezond genieten met Sonja
- 2008 - Lekker in je vel met Sonja! in samenwerking met modeketen Miss Etam[32][33]
- 2009 - Verleg je grenzen: met Sonja en Rik op culinaire safari, met coauteur Rik Felderhof
- 2010 - De avonturenmama
- 2010 - Knutseldagboek
- 2011 - Puur jezelf: inzicht dagboek
- 2011 - Bereik je ideale gewicht! / deel 2
- 2011 - Winterslank
- 2012 - Bereik je ideale gewicht voor het hele gezin!
- 2013 - Ibiza, de hemel en de hel (roman)
- 2013 - Bereik je ideale gewicht voor het hele gezin! / deel 2
- 2014 - Bereik je ideale gewicht voor het hele gezin! / deel 3
- 2015 - Bereik je ideale gewicht voor het hele gezin! / deel 4
- 2017 - Bereik je ideale gewicht voor het hele gezin! / deel 5
- 2017 - Bikiniproof met Sonja
- 2017 - Sonja's Bella Italia!
- 2018 - Slimmer slank met Sonja
- 2019 - Summerproof met Sonja
- 2019 - Bella Italia met Sonja / deel 2
- 2020 - Streetfood met Sonja
- 2021 - Bikiniproof met Sonja / deel 2
- 2021 - Veggie koken met Sonja

### De Bestseller 60
| Boeken met noteringen in de Nederlandse Bestseller 60  | Jaar van verschijnen | Datum van binnenkomst | Hoogste positie | Aantal weken | Opmerkingen |
| ------------------------------------------------------ | -------------------- | --------------------- | --------------- | ------------ | ----------- |
| Bereik je ideale gewicht!                              | 2005                 | 07-09-2005            | 1(22wk)         | 144          |             |
| Bereik je ideale gewicht voor kinderen én tieners!     | 2006                 | 24-05-2006            | 35              | 1            |             |
| Bereik én behoud je ideale gewicht!                    | 2006                 | 06-12-2006            | 1(12wk)         | 86           |             |
| Zomerslank met Sonja                                   | 2007                 | 16-05-2007            | 1(2wk)          | 30           |             |
| Gezond genieten met Sonja                              | 2007                 | 05-12-2007            | 1(4wk)          | 26           |             |
| Gezond genieten met Sonja                              | 2007                 | 09-01-2008            | 55              | 1            |             |
| Verleg je grenzen                                      | 2009                 | 03-06-2009            | 8               | 5            |             |
| Bereik je ideale gewicht! / deel 2                     | 2011                 | 11-05-2011            | 5               | 17           |             |
| Winterslank                                            | 2011                 | 14-12-2011            | 24              | 7            |             |
| Bereik je ideale gewicht voor het hele gezin!          | 2012                 | 09-01-2013            | 41              | 2            |             |
| Ibiza, de hemel en de hel                              | 2013                 | 26-06-2013            | 29              | 2            |             |
| Bereik je ideale gewicht voor het hele gezin! / deel 3 | 2014                 | 14-01-2015            | 27              | 1            |             |
| Bereik je ideale gewicht voor het hele gezin! / deel 4 | 2015                 | 06-01-2016            | 23              | 3            |             |
| Bereik je ideale gewicht voor het hele gezin! / deel 5 | 2017                 | 04-01-2017            | 18              | 4            |             |
| Bikiniproof met Sonja                                  | 2017                 | 17-05-2017            | 5               | 10           |             |
| Sonja's Bella Italia                                   | 2017                 | 13-12-2017            | 12              | 9            |             |
| Slimmer slank met Sonja                                | 2018                 | 19-12-2018            | 19              | 7            |             |
| Summerproof met Sonja                                  | 2019                 | 08-05-2019            | 1(2wk)          | 18           |             |
| Bella Italia met Sonja / deel 2                        | 2019                 | 27-11-2019            | 20              | 5            |             |
| Streetfood met Sonja                                   | 2020                 | 09-12-2020            | 13              | 5            |             |
| Bikiniproof met Sonja / deel 2                         | 2021                 | 05-05-2021            | 26              | 1            |             |